# 井上敏樹
井上 敏樹（いのうえ としき、1959年11月28日 - ）は、日本の脚本家。埼玉県出身。特撮テレビドラマ作品やアニメ作品を多く手がけている。成蹊大学中退。父親の伊上勝（井上正喜）、娘の井上亜樹子（鐘弘亜樹）は同じく脚本家。自称「大先生」。

## 来歴
『仮面の忍者 赤影』『仮面ライダー』などの脚本で知られる伊上の子として生まれる。大学時代に幻想文学研究会に所属してSF短編小説などを書いていたが、その際に執筆した短編小説が東映動画の七條敬三プロデューサーの目に留まったことで、在学中の1981年に『Dr.スランプ アラレちゃん』第24話「アラレちゃん大変身!!」（1981年9月30日放送分）にてデビュー。脚本家として同期の島田満と共に雪室俊一の指導を受け、また小山高生とも交流を持った。以降、アニメ作品を中心に脚本家として活動し、『ギャラクシーエンジェル』『牙』『DEATH NOTE』などでメインライターを務めている。
1985年に参加した『どきんちょ!ネムリン』第29話「ママは恋のライバル」（監督：坂本太郎）を契機に父と同じく東映特撮作品にも本格的に関わるようになり、1986年の『超新星フラッシュマン』以降スーパー戦隊シリーズのサブ脚本を担当、『鳥人戦隊ジェットマン』『超光戦士シャンゼリオン』ではメイン脚本を経験した。平成仮面ライダーシリーズでよく関わることになる人物とも出会っている（『フラッシュマン』での長石多可男、『ジェットマン』での白倉伸一郎など）。この他映画『人造人間ハカイダー』の脚本を担当。
2000年から展開された平成仮面ライダーシリーズでは『仮面ライダーアギト』『仮面ライダー龍騎』『仮面ライダー555』で多くの脚本を担当、親子二代で仮面ライダーシリーズに大きな影響を与える事になった。『アギト』は大半のエピソードを担当し、『555』では全話（全50話）を単独で執筆した。父・伊上も『仮面の忍者 赤影』を全話（全52話）執筆しており、この点でも親子2代で同じ記録を残している。三作品に関わっていた白倉がシリーズから離れた後も脚本参加を続け、『仮面ライダー響鬼』の後半や『仮面ライダーキバ』ではシリーズ構成に復帰している。2013年『衝撃ゴウライガン!!』にメインライターとして起用され、2022年『暴太郎戦隊ドンブラザーズ』で31年ぶりにスーパー戦隊シリーズのメインライターを担当、こちらも総集編である第26話を除いた全ての回（全50話中49話）の脚本を単独で執筆した。
副業で、日本脚本家連盟スクールの講師をしている。

## 作風
脚本執筆の前段階であるプロットや箱書きの完成度を重視する事で知られており、鈴木武幸（現：東映専務取締役）は『超新星フラッシュマン』で初めて井上と仕事をすることになった時初稿段階の完成度の高さに驚いたとインタビューで答えている。箱書き（シーン毎の要点や注意点をまとめた補足）を重視するようになったのは20代後半にスランプを経験してからで、それを乗り越えるために心掛けた。そうした丁寧な仕事ぶりの一方、締め切りを厳守する速筆ぶりでも有名で、作品の制作スケジュールが遅れた際に「助っ人」として呼ばれることがしばしばある。また物語のつかみとなるファーストシーンに全力を注ぐというスタイルも同時期に確立した。
影響された作風については脚本家としての師にあたる雪室の他、太宰治とガブリエル・ガルシア＝マルケスの作品を上げている。小学校時代に読んだモーリス・ルブランの『アルセーヌ・ルパンシリーズ』やアガサ・クリスティの小説などの影響から、ミステリータッチの話を書くことも多い。
執筆には当初手書き原稿を使っていたが、菅良幸の勧めでワープロを使うようになった。鈴木曰く伊上と違うのは速筆な点だが、筆跡は伊上と瓜二つである。

### ヒーロー作品
特撮作品に関しては一般的な「完全無欠のヒーロー像」に懐疑的で、トラウマを抱えていたり、だらしない生活態度だったり、打算的だったりする者を主人公に、あるいは主人公周辺の重要人物に配する傾向がある。これらに限らず、登場人物には、自己中心的だったり、人に明かせない何かを抱えていたり、協調性に難があったり癖の強いキャラクターが多いと一般に評されており、立場上は味方同士の筈なのに私情でいがみ合ったり、敵味方問わず一致団結が困難であるケースが多い。また、それを発展させて敵対関係にある筈の人間たちが利害の一致から休戦協定をして共闘するなど、単なる善悪二元論では語れないストーリーも数多くある。
井上自身は一般ドラマでは書けないような内容ができるから悪役のほうが好きだと述べており、悪には悪の美学があるべきであるとしている。また現実とは違う世界を舞台に書きたいキャラクター、面白いキャラクターが書ければそれで良いというスタンスであり、ドラマに相応しい内容を自然と書いているだけでテーマ性などは意識していないとしている。
しかし、そういった登場人物をアンチテーゼとして配置する一方で、「正義・愛・勇気・友情とは何か」という普遍のテーマに独自のカタルシスを加えて、説得力のある展開に昇華させる手腕にも定評がある。
登場人物の破滅を描く際には、たとえその破滅が自業自得であったとしても、視聴者の共感を呼ぶ印象的な場面を用意するケースが多い。『ジェットマン』のトランザ、『シャンゼリオン』の黒岩省吾、『アギト』の榊亜紀、『龍騎』の芝浦淳や佐野満、『555』の草加雅人及び北崎、『剣』の桐生豪、『ジオウ』の北島祐子など、一度は頂点に立つも自身の過剰な性格が災いし自業自得ではあるが壮絶な末路を遂げる者が多く、従来の「ヒーローが敵を倒す」という図式からは逸脱している。これについてはギリシャ神話のイーカロスのような「滅びの美学」が英雄（ヒーロー）には必要という信念からである。これらの作風は共同執筆した後輩の脚本家である小林靖子、米村正二、石橋大助などの作風へも非常に大きな影響を与えた。
音楽を嗜むキャラクターを登場させたり、音楽が重要な役割を果たすストーリーを書くことが多いが、これについては井上自身が特に音楽が好きなわけではなく、ムードを高めるためとしている。食事シーンが多いのも特徴で、平成仮面ライダーシリーズのように食品関係の関連商品が多い作品では顕著に表れている。

### 職域の徹底
脚本が映像化の過程で変更・改変されるのを嫌う作家も多い中、井上は父・伊上と同じく「シナリオは映像のための設計図である」を持論としており、脚本ではそのシーンの大意を示すに留め、台詞の解釈（そこに込められた登場人物の感情の機微など）などの詳細は演出家や俳優・声優に委ねるという執筆スタイルを採る。これには、脚本家という役割において作り上げたシナリオを、演出家と俳優・声優の手で完成させるばかりか、自身の想像を超えた映像になるのを望んでのことである。このため、演技、演出する側にとっては「何を仕掛けてくるのか、読めば読むほど挑戦的」（『H?i! Jack!』記者発表での佐藤健光の発言より）と言える。

## 人物

### エピソード
- 豪快な人柄で知られており、その手のエピソードには事欠かない。井上自身は豪快と評されることについて、「周りが話を大きくして勝手にイメージを作っているだけ」としている[2]。
  - 父親の伊上は明治大学卒、祖父は保険会社のサラリーマンと比較的エリート家系である[15]。しかし、祖父の方は酒好きが高じて脱サラして酒屋を興したが失敗に終わっている[15]。
  - 中学の頃のあだ名は｢変人｣で、よくぼーっとしてる少年だった。部活もどれも長続きせず、不良じみた友達と遊んでた時期もあった[16]。
  - 29歳の時に自由になりたいばかりに、インドに渡って数ヶ月間寺にこもって出家しており、本当の名前は「スワミディアン・ムネシュ」[注釈 8]と明かしており、「井上敏樹」というのはペンネームであり昔の名前でもあると自称している[17]。
  - 本人曰く、身長は180越えとのこと[18]。
  - 伊藤和典の推薦で金子修介監督作品『みんなあげちゃう』の脚本に起用されたが、最初の打ち合わせで日活の重役につっかかって喧嘩になった[19]。
  - 『鳥人戦隊ジェットマン』では若年ながら戦隊シリーズのシリーズ構成に抜擢される一方、テレビ局側のプロデューサーである宇都宮恭三から（経験不足などではなく）「態度がでかい」という理由で反対されている[3]。しかし東映の鈴木プロデューサー（当時）が「飲んで話せば悪い奴じゃないから」と間に入って事なきを得たという[3]。
  - 『鳥人戦隊ジェットマン』で演技に悩んでいた若松俊秀に、「俺は1年間通して考えて書いている。俺の書いた（結城）凱を基本にしてくれればいい」とアドバイス。吹っ切れた若松は「役柄に没頭していくことができました」と語っている[20]。
    - 若松とは体を鍛えるという共通の趣味があり、腕相撲でお互いの腕力を競ったりしていた。ある時、若松が誤って井上の手首を捻る形で力を入れてしまった事で手首を骨折し、引き受ける予定だった仕事を脚本家仲間の會川昇に依頼した事もある[9]。

  - 『超力戦隊オーレンジャー』に出演した合田雅吏は、当初「気が強くて現代風」という役柄の設定がつかめず10話ぐらいまでキャラクター作りを思い悩んでいたが、井上から「自分の思ったことを素直に出せばいい」とアドバイスされ、自身の地に近い演じ方をしたという[21]。合田は好きなエピソードとして井上が執筆した第15話「友よ 熱く眠れ!!」を挙げており、自身の主役回にシリアスな話をもらえたことが嬉しかったといい、台本を読んで感動し気合いを入れて撮影に望んだという[21]。また、同話の監督を務めた佛田洋によると、同話の試写を見たさとう珠緒が泣いていたという[22]。
  - 『シャンゼリオン』で第2話タイトルを暁の人物像を出したタイトルにするか、シャンゼリオンの造型を示すタイトルにするかで意見が対立していたが、無理やり「ノーテンキラキラ」（シナリオのタイトルは「戦士はノーテンキ」）にまとめてしまった[23]。
  - 『仮面ライダー555』では脚本全話執筆のみならず、メイン監督を務めた田﨑竜太の要望で最終回に現場監督役で友情出演を果たしている[24]。
  - 『仮面ライダーカブト』には第11話「合コン燃ゆ」から参加したが、プロデューサーの白倉伸一郎・武部直美、メインライターの米村正二は共に井上と仕事をした経験があり、この時に主人公・天道総司のキャラクターを造形する過程において、性格設定の一部に井上の人となりが投影される結果となった。これは明確なモデルではないものの、米村は井上に了解を取ったという[25]。
  - 『仮面ライダーディケイド』の主人公・門矢士の「だいたいわかった」という口癖は、井上の口癖から採られたものである[26]。
  - 大変なヘビースモーカーで、どこでもお構いなしに煙草を吸う。「マッドハウスの社内は全面禁煙だが、井上の周囲のみ喫煙可能」という伝説を持っている[27]。
- 2014年に原作に拠らないオリジナル小説『海の底のピアノ』を執筆・出版した際に俳句を勉強し、自分でも俳句を詠むようになった。翌2015年1月にはNHK Eテレの趣味番組「NHK俳句」にもゲストとして登場、自作の俳句を披露している。

### 人間関係
- 父・伊上との関係については「著名な脚本家の息子」という認識はなかったと語っており、仮面ライダー関連の商品を東映スタッフからの土産物として貰ってきてくれた時に『仮面ライダー』の関係者が父親だという事を実感したという[11]。子供時代には伊上への脚本の催促に対して居留守を頼まれることが度々あったという[28]。
  - 父が初めて自分の作品を読んだのは『超時空要塞マクロス』の小説版で、「だんだん上手くなってきたな」と褒められたという。
  - 伊上と井上という親子二代で一緒に仕事をした経験のある東映の鈴木によれば、「当初は井上先生もインクを使って原稿用紙に手書きでシナリオを書いていたけど、その字があまりにもお父さんそっくりの癖の強い字でびっくりした」と語っている。また、井上が父・伊上と似ている所は「面倒見が良く、今どきの脚本家としては珍しく、後輩の脚本家の面倒をよく見ている」点だという。
- 娘・亜樹子は敏樹が脚本として参加した仮面ライダーディケイドの小説版『小説 仮面ライダーディケイド 門矢士の世界〜レンズの中の箱庭〜』で鐘弘亜樹の名義でデビュー[29]、敏樹は監修を担当した。
- 脚本家の小山は『Dr.スランプ アラレちゃん』の時に初めて仕事した時に生意気な奴と評したが、しかしその生意気さがなければただのつまらない中年男でしかないと高く評価している[5]。
- 小山門下の脚本家とも協業が多いせいか、父親と小山の両者が脚本家としての実質的な師匠と見られることがあるが、井上自身は「雪室俊一さんの系譜の上にいる」と語っている[27]。
- ボンズの南雅彦とは仲が深く、會川昇から井上を『鋼の錬金術師』のライター陣に加えるよう提案された際、「俺が井上さんと一晩飲めば何とかなるだろう」と答えている[30]。

## 作品リスト

### テレビアニメ

#### シリーズ構成
- 仮面の忍者 赤影（1987年 - 1988年） - 菅良幸と連名
- YAWARA!（1989年 - 1992年）
- らんま1/2（1989年）8話 -
- Bビーダマン爆外伝（1998年） - 第29話 - 第35話において
- 遊☆戯☆王（東映アニメーション版）（1998年）
- ギャラクシーエンジェル（2001年 - 2004年） - 第1 - 4期全シリーズにおいて
- ぱにょぱにょデ・ジ・キャラット（2002年）
- 電光超特急ヒカリアン（2002年）
- ドラゴンドライブ（2002年）
- 獣兵衛忍風帖 龍宝玉篇（2003年）
- PAPUWA（2003年）
- 天上天下（2004年）
- Legend of DUO（2004年）
- 牙 -KIBA-（2006年）
- すもももももも 地上最強のヨメ（2006年）
- DEATH NOTE（2006年）
- Devil May Cry（2007年）
- メイプルストーリー（2007年）
- CHAOS;HEAD（2008年）
- アイアンマン（2010年）
- うしおととら（2015年 - 2016年） - 藤田和日郎と連名
- 牙狼 -紅蓮ノ月-（2015年） - 會川昇と連名
- からくりサーカス（2018年 - 2019年） - 藤田和日郎と連名

#### その他
- Dr.スランプ アラレちゃん（1981年 - 1982年）
- 未来警察ウラシマン（1983年）
- OKAWARI-BOY スターザンS（1984年）
- うる星やつら（1984年 - 1986年）
- 北斗の拳（1984年）
- ダーティペア（1985年）
- ドラゴンボールシリーズ
  - ドラゴンボール（1986年 - 1989年）
  - ドラゴンボールZ（サイヤ人編を執筆、1989年 - 1990年）
  - ドラゴンボール改（2009年）
- ドテラマン（1986年）
- シティーハンターシリーズ
  - シティーハンター（1987年）
  - シティーハンター2（1988年）
- 魔神英雄伝ワタル（1988年）
- 獣神ライガー（1989年）
- 天空戦記シュラト（1989年 - 1990年）
- らんま1/2 熱闘編（第7話をまで執筆、1989年）
- オバタリアン（1990年）
- 勇者特急マイトガイン（1993年）
- 獣戦士ガルキーバ（1995年）
- 名探偵コナン（1996年）
- いじわるばあさん 第2作（1996年）
- スーパーフィッシング グランダー武蔵（1996年）
- 金田一少年の事件簿（1997年）
- 超特急ヒカリアン（1997年）
- MASTERキートン（1998年）
- 鋼の錬金術師（2003年）
- ガイキング LEGEND OF DAIKU-MARYU（2006年）
- ウィッチブレイド（2006年）
- 祝!(ハピ☆ラキ)ビックリマン（2007年）
- 仮面のメイドガイ（2008年）
- アクティヴレイド -機動強襲室第八係-（2016年）
- 戦隊レッド 異世界で冒険者になる（2025年）

### アニメ映画
- Dr.スランプ アラレちゃんシリーズ
  - Dr.スランプ アラレちゃん ハロー!不思議島（1981年）
  - Dr.SLUMP “ほよよ!”宇宙大冒険（1982年）
  - Dr.スランプ アラレちゃん ほよよ!世界一周大レース（1983年）
- うる星やつら4 ラム・ザ・フォーエバー（1986年）
- ドラゴンボール 神龍の伝説（1986年）
- YAWARA! それゆけ腰ぬけキッズ!!（1992年）

### OVA
- ダークキャット（1991年）
- 仮面ライダーSD（1993年）

### Webアニメ

#### シリーズ構成
- ソードガイ The Animation（2018年）

### 特撮テレビドラマ

#### シリーズ構成・メインライター
- スーパー戦隊シリーズ
  - 鳥人戦隊ジェットマン（1991年 - 1992年）
  - 暴太郎戦隊ドンブラザーズ（2022年 - 2023年） - 第26話（総集編）以外全話執筆
- 超光戦士シャンゼリオン（1996年）
- 鉄甲機ミカヅキ（2000年 - 2001年）
- 仮面ライダーシリーズ
  - 仮面ライダーアギト（2001年 - 2002年） - 第28話以外全話執筆
    - 仮面ライダーアギトスペシャル 新たなる変身（2001年）

  - 仮面ライダー555（2003年 - 2004年） - 全話執筆
  - 仮面ライダー響鬼（2005年 - 2006年） - 後半
  - 仮面ライダーキバ（2008年 - 2009年） - 第17、18話以外全話執筆
- キューティーハニー THE LIVE（2007年 - 2008年）
- 衝撃ゴウライガン!!（2013年） - 全話執筆

#### その他
- どきんちょ!ネムリン（1985年）
- スーパー戦隊シリーズ
  - 超新星フラッシュマン（1986年）
  - 光戦隊マスクマン（1987年）
  - 超獣戦隊ライブマン（1988年）
  - 高速戦隊ターボレンジャー（1989年）
  - 地球戦隊ファイブマン（1990年）
  - 恐竜戦隊ジュウレンジャー（1992年）
  - 五星戦隊ダイレンジャー（1993年）
  - 超力戦隊オーレンジャー（1995年）
  - 未来戦隊タイムレンジャー（2000年）
  - 海賊戦隊ゴーカイジャー（2011年）- 第28話のみ執筆
- 仮面ライダーシリーズ
  - 仮面ライダークウガ（2000年）
  - 仮面ライダー龍騎（2002年）
    - 仮面ライダー龍騎スペシャル 13RIDERS（2002年）

  - 仮面ライダー剣（2004年）
  - 仮面ライダーカブト（2006年）
  - 仮面ライダーディケイド（2009年）
  - 仮面ライダージオウ（2019年）
- 鋼鉄天使くるみpure（2002年）
- 牙狼-GARO- 〜MAKAISENKI〜（2011年）

### 特撮映画
- 人造人間ハカイダー（1995年）
- 仮面ライダーシリーズ
  - 劇場版 仮面ライダーアギト PROJECT G4（2001年）
  - 劇場版 仮面ライダー龍騎 EPISODE FINAL（2002年）
  - 劇場版 仮面ライダー555 パラダイス・ロスト（2003年）
  - 劇場版 仮面ライダー剣 MISSING ACE（2004年）
  - 劇場版 仮面ライダー響鬼と7人の戦鬼（2005年）
  - 仮面ライダー THE FIRST（2005年）
  - 仮面ライダー THE NEXT（2007年）
  - 劇場版 仮面ライダーキバ 魔界城の王（2008年）
  - 仮面ライダー×仮面ライダー オーズ&ダブル feat.スカル MOVIE大戦CORE（2010年） - 「仮面ライダーオーズ ノブナガの欲望」を担当
  - 仮面ライダー1号（2016年）
- 暴太郎戦隊ドンブラザーズ THE MOVIE 新・初恋ヒーロー（2022年）

### 特撮Webドラマ
- 仮面ライダージオウ スピンオフ PART2『RIDER TIME 龍騎』（2019年）[31]
- RIDER TIME 仮面ライダージオウ VS ディケイド／7人のジオウ！（2021年）
- RIDER TIME 仮面ライダーディケイド VS ジオウ／ディケイド館のデス・ゲーム（2021年）
- 仮面ライダー555殺人事件（2024年）

### 特撮オリジナルビデオ
- 暴太郎戦隊ドンブラザーズVSゼンカイジャー（2023年） - 香村純子と連名
- 仮面ライダー555 20th パラダイス・リゲインド（2024年）

### その他テレビドラマ
- 京都始末屋事件ファイル（1999年）

### その他実写映画
- みんなあげちゃう♡（1985年）

### 舞台
- H〜i! Jack!! - やぁ! ジャックさん!! -（2005年、劇団たいしゅう小説家）
- 人生最良みたいな〜!日?〜葬儀と結婚式が同じ日に?!〜（2007年、劇団たいしゅう小説家） - 原案・監修担当
- Voice6 ヴィーナス・エスケープ（2009年、テレビ朝日のアナウンサーによる舞台） - 監修担当
- おれの舞台（2013年、劇団たいしゅう小説家）
- 暴太郎戦隊ドンブラザーズ ファイナルライブツアー2023「じごくさいばん」（2023年）

### ゲーム
- 人造人間ハカイダー -ラストジャッジメント-（1996年、セガ）
- フェアリーフェンサー エフシリーズ（コンパイルハート）
  - フェアリーフェンサー エフ（2013年）
  - フェアリーフェンサー エフ ADVENT DARK FORCE（2015年）
- 戦姫絶唱シンフォギアXD UNLIMITED（2023年、ブシロード・キングポーン） - コラボイベント「戦姫絶唱シンフォギア×仮面ライダー555 アナザー・テスタメント」を担当[32]

## 脚本以外の執筆作品

### 小説
テレビドラマの小説版は全て自身が関わった作品。
- 超時空シリーズ
  - 超時空要塞マクロス TV版 上・中・下（小学館文庫 アニメ・ノベルズ、1983年 / スーパークエスト文庫、1992年）
  - 超時空世紀オーガス TV版 上・下（小学館文庫 アニメ・ノベルズ、1984年 / スーパークエスト文庫、1994年）
- ジェットマン（スーパークエスト文庫） - 「鳥人戦隊ジェットマン」のノベライズ。
  - ジェットマン VOL.1 俺に惚れろ！（1992年）
  - ジェットマン VOL.2 爆発する恋（1993年）
  - ジェットマン VOL.3 俺の胸で眠れ！（1995年）
- 仮面ライダーシリーズ
  - 555（角川書店、2003年） - 著：桜庭一樹、原案：井上敏樹。「劇場版 仮面ライダー555 パラダイス・ロスト」のノベライズ。
  - 仮面ライダー555 正伝 ―異形の花々―（講談社、2004年）
    - 小説 仮面ライダー555（講談社キャラクター文庫、2013年） - 基本的には『異形の花々』の再録だが、新たにエピローグが加筆されている。

  - 小説 仮面ライダー龍騎（講談社キャラクター文庫、2013年）
  - 小説 仮面ライダーアギト（講談社キャラクター文庫、2013年） - 著：岡村直宏、監修：井上敏樹
  - 小説 仮面ライダーキバ（講談社キャラクター文庫、2013年） - 著：古怒田健志、監修：井上敏樹
  - 小説 仮面ライダーディケイド 門矢士の世界〜レンズの中の箱庭〜（講談社キャラクター文庫、2013年） - 著：鐘弘亜樹、監修：井上敏樹
- アルテミス・コード（メガミ文庫、2008年） - 原作・構成：井上敏樹、著：古怒田健志
- 美少女戦隊デュエルーゼ（メガミ文庫） - 原作・構成：井上敏樹、著：平林佐和子
  - 美少女戦隊デュエルーゼ（2008年）
  - 美少女戦隊デュエルーゼ スカーレット・ソルジャー・ソリテュード（2009年）
- 海の底のピアノ（朝日新聞出版、2014年）
- 月神（朝日新聞出版、2015年）

### エッセイ・その他著作
- 伊上勝評伝 仮面ライダー・仮面の忍者赤影・隠密剣士… 昭和のヒーロー像を作った男（徳間書店、2011年） - 共著：竹中清
- 男と遊び（PLANETS / 第二次惑星開発委員会、2020年）

### 漫画原作
- DRUM拳（作画：猪熊しのぶ）
- なんてっ探偵アイドル（原案協力：井上敏樹、作画：北崎拓）
- Ω（作画：松森正、キャラクターデザイン：雨宮慶太）
- メビウスギア（作画：六道神士）
- ラビアンエクスタス（作画：まりお金田）
- 教壇のクロア（作画：かのえゆうし）
- ソードガイシリーズ
  - ソードガイ 装刀凱（作画：木根ヲサム、キャラクターデザイン：雨宮慶太）
  - ソードガイ ヱヴォルヴ（作画：木根ヲサム、キャラクターデザイン：雨宮慶太）
- 仮面ライダーシリーズ
  - 仮面ライダークウガ（脚本：井上敏樹、原作：石ノ森章太郎、作画：横島一、企画：白倉伸一郎）
  - 仮面ライダー913（脚本：井上敏樹、原作：石ノ森章太郎、作画：かのえゆうし、協力：村上幸平）
- パワーザキティ イチゴマン（脚本：井上敏樹、作画：神誡しゃくあ、キャラクターデザイン：山口裕子、キャラクター著作：株式会社サンリオ）
- 機動絶記ガンダムSEQUEL（脚本：井上敏樹、漫画：千明太郎、原作：矢立肇、富野由悠季）

### 作詞
- ウルフハリケーン（『ドラゴンボール』の登場人物であるヤムチャのテーマソング）
- 炎のコンドル（そのべかずのりとの共作詞。『鳥人戦隊ジェットマン』のブラックコンドル・結城凱のテーマソング）
- 歌う女相撲取り（『超光戦士シャンゼリオン』の劇中歌。カラオケはBGMとしても使用）